# Mini Mental Teszt
A Mini Mental Teszt egy a 70-es évekből származó gyorskognitív teszt, amit főként a demenciák azonosítására és súlyossági fokuknak megítélésére használnak az orvosi, klinikai pszichológusi és neuropszichológusi gyakorlatban.

## Részfeladatai
A teszt részfeladatai az orientációt, a figyelmet, a központi végrehajtót, a gyorsasszociációk kiépítésének képességét, a megnevezési valamint az analizáló-szintetizáló képességet vizsgálják. (Az egyes feladattípusoknak a megnevezése illetve kategorizációja a szakirodalomban az itt felsorolttól eltérhet. Ennek oka, hogy a feladattípusokat több szempont alapján lehet csoportosítani. A fent említett megnevezések a kognitív pszichológia és a pszichiátria által is elismert terminusokat használja.)

## A teszt pontozási rendszere
A teszten összesen 30 pont érhető el. Az ettől alacsonyabb pontszámokat előre meghatározott intervallumok alapján értelmezzük. Megjegyzendő, hogy különböző kutatási központok és különböző országok egészségbiztosítói más és más ponthatárokat fogadhatnak el a demenciák súlyosság szerint való kategorizálására. A pontozást nehezíti az is, hogy nem csak több ponthatár változat létezik, de a Mini Mentalon elért eredmény pozitív összefüggést mutat a formális oktatásban eltöltött évek számával is, így a demens-nemdemens kategorizálás nehezített. Mindig az aktuális helyzetnek leginkább megfelelő ponthatárolást kell figyelembe vennünk. (Rutindiagnosztika esetén: életkornak, oktatásban eltöltött időnek, nemnek, jogszabályoknak megfelelőt; Kutatás esetén: a kutatási tervünknek legmegfelelőbbet aszerint, hogy a szenzitivitásra vagy a specificitásra akarjuk-e inkább helyezni a hangsúlyt.)
Az alábbi ponthatárok az angol wikipedia szócikk alapján készültek:
A 30-tól 27-ig terjedő intervallumot normálisnak tekintjük, a 26-tól 20-ig terjedőknél enyhe fokú demenciát feltételezünk, 19-től 10-ig közepesen súlyos, 9-től lefelé pedig súlyos demenciáról beszélünk.

## Előnyei
- szakképzettség nélkül bárki fel tudja venni (feltéve hogy a felvevő részletesen ismeri a pontozási útmutatót és tisztában van a dilemmás pontozási szituációkkal illetve azok elhárítási lehetőségeivel), így szakképzett ápolókat is meg lehet bízni a teszt felvételével.
- a tesztfelvétel nem tart tovább 10 percnél, pontozása egyszerű, átlátható, a tévedési lehetőség alacsony
- könnyen hozzáférhető és várható hogy a jövőben még revideálni fogják

## Hátrányai
- a kevés feladattípus miatt nem elég érzékeny a demenciák és kognitív sérülések korai érzékelésében
- a kevés feladatnak tudható be az is, hogy nem tudja megkülönböztetni egymástól a különböző típusú demenciákat

## A teszt kapcsolata a pszichológiával
A teszt több szálon is kötődök a pszichológia területéhez. Egyrészt a neuropszichológusi gyakorlatban nem csak olyan teszteket használnak a pszichológusok amik speciális képességek mérésére alkalmasak, hanem általánosabb, több képességet mérő teszteket is felvesznek. Ennek oka, hogy az egyes feladattípusokon elért pontszám jelzésértékű arra nézve, hogy mely specifikus képességeket érdemes tovább vizsgálni további sérüléseket keresve. A Mini Mentál teszt pedig több részképesség mérését végzi, így az eredmények jó kiindulási alappal szolgálhatnak a további vizsgálódásban.
A klinikai pszichológusi gyakorlatban azért használják és használhatják eredményesen, mert előfordulhat, hogy egy lelki problémát mutató páciens elsődlegesen nem lelki problémákkal küszködik, hanem agysérülés áll a lelki tünetei hátterében. Más szavakkal lelki tünet és -betegség egyaránt állhat kapcsolatban visszafordíthatatlan agyi károsodással, de neurotranszmitter problémákkal is, a teszt pedig segíthet eldönteni hogy melyik variációról lehet szó.
Végül a pszichológiai relevanciával rendelkező kutatások a mai napig használják kísérleti és kontroll csoportok létrehozására, jellemzésére, valamint új tesztek megbízhatóságának ellenőrzésére.